# تكسل

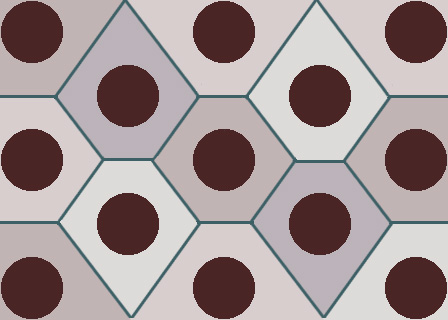
نسيج مقسم إلي أجزاء أو عناصر وكل جزء يسمي عنصر نسيجي أو تكسل

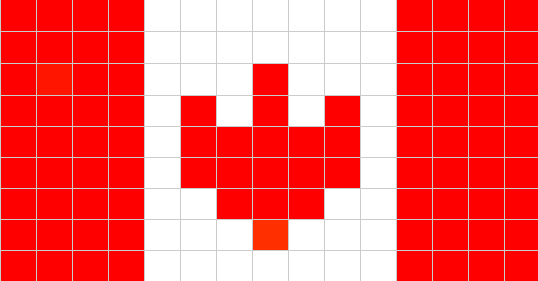
بكسل (ثنائي الأبعاد) لعلم كندا

فوكسل: بكسل ثلاثي الأبعاد

اَلتِّكْسِلْ (بالإنجليزية: Texel)‏ في رسوميات الحاسوب ثلاثية الأبعاد، هو عنصر من نسيج (صورة) أو عنصر من صورة مستخدمة للإكساء  (الاسم الإنجليزي هو تركيب مختصر للعبارة Texture Element وتعني عنصر من نسيج أو عنصر نسيجي).
كما هو الحال بالنسبة للصور المكونة من بكسلات، فإن الإكساءات Textures مكونة من تكسلات. ففي حال كون الإكساء عبارة عن صورة مسطحة (2D)، فإن التكسل يكون في الحقيقة مجرد بكسل (إلا أن مصطلح التكسل يستخدم بدلاً من البكسل في سياق الرسوميات ثلاثية الأبعاد). وبالمثل في حال كون الإكساء حجمياً، فإن التكسل هو فُوكْسِلْ.
تخضع التكسلات لعمليات وقوانين معينة أثناء التعامل معها في الرسوميات ثلاثية الأبعاد، كالترشيح، وقوانين العنونة.

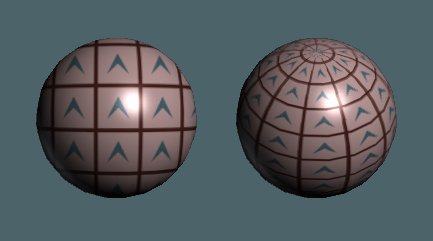